# Миливој Ненин
Миливој Ненин (Лок, Шајкашка, 29. октобар 1956) је српски, универзитетски професор и дописни члан Српске академије наука и уметности.

## Биографија
Миливој Ненин је рођен у Локу, Шајкашка 1956. године. Ненин је књижевни историчар, критичар и професор.

### Образовање и научна делатност
Основне студије завршио је на Филозофском факултету Универзитета у Новом Саду 1980. године.
Магистрирао је и докторирао на Филозофском факултету у Новом Саду, на одсеку Југословенске књижевности. Редовни је професор на Филозофском факултету у Новом Саду, од 2005. године. Као књижевни историчар и критичара навише се базира на књижевност 20. века.
Био ѕапослен у Основној школи „Васа Стајић“ у Новом Саду (1985–1990; 1992–1995); био секретар Друштва књижевника Војводине (1992–1992); на Филозофском факултету Универзитета у Новом Саду, доцент (1995); ванредни професор (2000); редовни професор (2005); продекан (2007‒2009).

### Чланство у стручним удружењима
Друштво књижевника Војводине, секретар (1990‒1992); Матица српска, управник Одбора Рукописног одељења (2012‒2013); руководилац пројекта (2020–); члан Одбора Одељења за књижевност и језик (2020‒).

### Уреднички рад
Српски биографски речник Матице српске, едиција Матица, антологијска едиција „Десет векова српске књижевности“ у Издавачком центру Матице српске, уредник; едиција Банат у Банатском културном центру, уредник.

### Објављене књиге
До сада је објавио књиге:
- С-авети критике, с-окови поезије (1990.)
- Светислав Стефановић – претеча модернизма (1993.)
- С мером и без ње (1993)
- Суочавања (1999.)
- Ствари које су прошле (2003.)
- Стари лисац (2003. године)
- Српска песничка модерна (2006.)
- Случајна књига (2006.)
- Ситне књиге (2007.)
- Сав мој Костић Лаза  (2023)

### Приређена издања
Приредио је око двадесет књига:
- А диња пукла – еротске народне песме (1988.)
- Мони де Були: Крилато злато и друге књиге (1989.)
- Владислав Петковић ДИС: „Песме“ (1995.)
- Епистоларна биографија Светислава Стефановића (1995.)
- Светислав Стефановић: Песме (1997.)
- Светислав Стефановић: Погледи и покушаји (1997.)
- Сретен Марић: Огледи. О књижевности (С1998.)
- Илија Ивачковић: О српским писцима (1998.)
- Милан Ракић, Песме (1998.)
- Алекса Шантић: Песме (1998.)
- Сима Пандуровић: У немирним сенкама (1999.)
- Шекспир: Кориолан (у сарадњи са Владиславом Гордић,2000.)
- Милош Црњански: Лирика Итаке и све друге песме (2002.)
- Душан Радовић: Свако има неког (2002.)
- Шекспир: Хамлет (у сарадњи са Владиславом Гордић-Петковић,2003.)
- Крфски забавник (фототипско издање,2005.)
- Милета Јакшић: Велика тишина (2005.)
- Судари Милете Јакшића (преписка, у сарадњи са Зорицом Хаџић,2005.)
- Даница Марковић: Историја једног осећања (у сарадњи са Зорицом Хаџић,2006.)

### Чланство у САНУ
За дописног члана Српске академије наука и уметности изабран је 2021. године. Члан је Одељења језика и књижевности САНУ.

## Награде
- Награда „Златна српска књижевност”, 2006[1].
- Награда „Милан Богдановић”, за критички текст „Одбране Љубомира Симовића”, 2015.[6]
- Награда „Николај Тимченко”, за књигу Светислав Стефановић, опет, 2016.[7]